# Сипиля, Юха
Ю́ха Пе́три Си́пиля (фин. Juha Petri Sipilä; род. 25 апреля 1961, Ветели, Вааса) — финский политический и государственный деятель, председатель партии Финляндский центр (2012—2019), бизнесмен; премьер-министр Финляндии (2015—2019).

## Биография
Родился 25 апреля 1961 года в Ветели в Финляндии. С 1980 по 1986 год обучался в Университете Оулу, где получил диплом инженера. В 1998 году начал свой собственный бизнес в Fortel Invest Oy, но позднее продал его.
В 2011 году по избирательному округу Оулу был избран в Парламент Финляндии (получил 5 543 голоса).
В апреле 2012 года заявил о своём намерении баллотироваться на пост председателя партии Финляндский центр на съезде в Рованиеми. На прошедшем с 8 по 9 июня 2012 года партийном форуме получил во втором туре голосования 1 251 голос и, опередив Туомо Пуумала (который набрал 872 голоса), был избран новым лидером партии. Его партия победила на парламентских выборах 2015 года, после чего он возглавил правительство Финляндии (так называемый кабинет Сипиля).
16 апреля 2019 года объявил об уходе в отставку с поста председателя партии «Центр».
6 июня 2019 года президент Финляндии принял отставку кабинета Сипиля и утвердил новый состав кабинета министров во главе с Антти Ринне.

## Семья
Женат. Имеет пятерых детей, четырёх внуков.
- Сын — Туомо (ум. 18 февраля 2015), скончался в результате послеоперационного осложнения[11].

Сипиля характеризует себя как «умеренного консерватора», человека с «христианским мировоззрением». Он член близкой к старолестадианскому движению лютеранской религиозной общины Rauhan sana. Страдает тромбозом лёгких. Неоднократно лично управлял самолётом во время служебных поездок, осуществляемых в том числе и за личный счёт.
Несмотря на то, что в сентябре 2015 года политик сам предложил предоставить свой пустующий дом в Кемпеле для размещения беженцев, 21 марта 2016 года дом был им продан за 570 тысяч евро. Сам Сипиля с семьёй проживает в настоящее время в Сипоо, входящий в так называемый Большой Хельсинки.